# Antodice mendesi
Antodice mendesi là một loài bọ cánh cứng trong họ Cerambycidae.